# ابن حبان
ابن حِبَّان البُسْتي (270- 354 هـ / 884- 965 م) هو الإمام العلامة الحافظ، المحدّث، المؤرخ، القاضي، شيخ خراسان، من كبار أئمة علم الحديث والجرح والتعديل.

## اسمه ونسبه
هو أبو حاتِم محمَّد بن حِبَّان (بكسر الحاء وتشديد الباء) بن أحمد بن حِبَّان بن مُعاذ بن مَعبَد بن سَهِيد (بفتح السين وكسر الهاء) ويُقال: ابن مَعبَد بن هَدِيَّة (بفتح الهاء وكسر الدال وتشديد الياء) بن مُرَّة بن سعد بن يزيد بن مُرَّة بن زيد بن عبد الله بن دارم بن مالك بن حَنظَلة بن مالك بن زيد بن مَناة بن تَمِيم بن مُرّ بن أدّ بن طابِخة بن إلياس بن مُضَر بن نِزار بن مَعَدّ بن عَدنان، التميمي الدَّارِمي البُسْتي.
و«التَّميمي» نسبة إلى تميم جدِّ القبيلة العربية المشهورة، وهو تميم بن مُر، الذي يصل نسبُه إلى عدنان، فهو عربي الأصل، أفغاني المولد والبلد.

## مولده
أجمعت المصادر على أن الإمام ابن حبان وُلد في مدينة «بُست»، وهي مدينة كبيرة بين هراة وغزنة (من بلاد كابل عاصمة أفغانستان اليوم)، ولكن لم يُحدِّدوا سنة ولادته، ويؤخذ من أقوال العلماء أنه وُلِدَ بين سنة (270هـ — 279هـ)، وقد قاربَ الثمانين من عمره.

## نشأته وحياته
نشأ الإمامُ ابنُ حبان في مدينة بُست، وأمضى فيها طفولته وأوائل شبابه، ثم غادرها إلا أنه عاد إليها في آخر عمره، وتوفي فيها. وكان الإمام ابن حبان من الأئمة الذين جمعوا بين الحديث والفقه. وقد ذكر العلماء أنَّ الإمام ابن حبان من المجتهدين، قال الإمام ابن كثير (ت 774هـ): «أحد الحفَّاظ الكبار المصَنِّفين المجتَهِدين، رحلَ إلى البلدان، وسمعَ الكثير من المشايخ...» وكان الإمام ابن حبان يَعيب على المحدِّثين الذين يهتمُّون بالإسناد فقط، دون الاهتمام بالمتون، كما كان يعيب على الفقهاء الذين يهتمُّون بالمتون فقط، دون الاهتمام بطرق الأحاديث. وقد أشارَ إلى هذا الموضوع في مقدمة (صحيحه)، وكادَ ينفرِد بمذهب خاص فيما يتعلَّق بزيادة الثقة، حيث اشترطَ في المحدِّث الثقة الذي تُقبَل منه الزيادة في المتن أن يكون فقيهًا. ومما اشتُهِرَ فيه الإمام ابن حبان هو الرحلة في طلب الحديث النبوي، حيث أنه قد استغرق قرابة أربعين سنة في رحلاته إلى أن رجع إلى وطنه بُست أخيرًا. وقد أشارَ الإمامُ ابنُ حبان إلى كثرة رحلاتِه قائلًا: «ولعلَّنا قد كتبنا عن أكثر من ألفَي شيخ من إسبيجاب إلى الإسكندرية»، و«إسبيجاب» إقليمٌ يقعُ أقصى الشرق الإسلامي في ذلك الوقت، وكانت ثغرًا من أشهر ثغور الإسلام على حدود القبائل التركية التي لم تدخل بعد في الإسلام، قال المقدسيُّ (ت نحو 380هـ): «ويُقال: إنَّ بها ألفًا وسبعمائة رباط، وهي ثغر جليل ودار جهاد»}}، وكان هذه الأربطةُ للمجاهدين المتطوِّعين، تَشترِك في بنائها مدُن ما وراء النهر قاطبة. كما أنّ الإسكندرية من أشهر مدن مصر، والتي كانت آخر مدينة يُرحَل إليها من جهة المغرب الإسلامي، قال الشيخ شعيب الأرنؤوط في مقدمة تحقيقه لصحيح ابن حبان: «يريد من قوله هذا أن يبيِّن لنا أنه رحل إلى أقصى ما تمكن الرحلة إليه لطلب العلم في عصره... ولا يسعُنا إزاء هذا العدد الضخم من الشيوخ في تلك الرقعة الواسعة من الأرض إلا أن نُرَدِّد مع الذهبي قولَه: هكذا فلتكن الهِمَم». فرحلات الإمام ابن حبان شملَت أقصى الشرق وأقصى الغرب في البلاد الإسلامية التي كان يُرحَل إليها في ذلك الوقت.

## شيوخه
قال ابن حبان في مقدمة صحيحه: «لقد كتبنا عن أكثر من ألفي شيخ...». فقد زار معظم البلدان في الخلافة الإسلامية المترامية الأطراف، وفي كل بلد حلُّه كان له شيخ أو شيوخ تَلَقّى عنهم العلم، ورَوَى عنهم الحديث. وقد أخذ عن شيوخٍ كثيرين، كما أشار هو إلى ذلك، ومن أشهرهم:
1. أبو عبد الرحمن النسائي صاحب السنن المعروفه باسم سنن النسائي (سمع منه بفسطاط مصر).
2. أحمد بن عمير بن جوصاء الحافظ الدمشقي (سمع منه بدمشق).
3. جعفر بن أحمد بن عاصم الأنصاري الدمشقي (سمع منه بدمشق).
4. علي بن سعيد العسكري (سمع منه بسامراء).
5. أبو عبد الرحمن عبد الله بن محمود بن سليمان (سمع منه بمرو).
6. أحمد بن داود بن محسن بن هلال المصيصي (سمع منه بحلب).
7. محمد بن أبي المعافى بن سليمان الصيداوي (سمع منه بصيدا).
8. جعفر بن محمد الهمداني (سمع منه بصور).
9. محمد بن عبد الله بن الفضل الكلاعي الراهب (سمع منه بحمص).
10. شيخ الإسلام أبو يعلى الموصلي، محدث الموصل، أحد الثقات، انتهى إليه علو الإسناد، حتى إنه أعلى إسنادا من النسائي، ازدحم عليه أصحاب الحديث، وأجمعوا على ثقته ودينه، نقل الذهبي عن أبي يعقوب إسحاق والد أبي عبد الله بن منده، أنه رحل إلى أبي يعلى، وقال له: إنما رحلت إليك لإجماع أهل العصر على ثقتك وإتقانك، وألف «معجم شيوخه»، و«مسنده» الذي قال فيه أبو سعد السمعاني: سمعت إسماعيل بن محمد بن الفضل التيمي الحافظ يقول: قرأت المسانيد كمسند العدني، ومسند أحمد بن منيع، وهي كالأنهار، ومسند أبي يعلى كالبحر يكون مجتمع الأنهار. ومسنده هذا هو الذي عند أهل أصبهان من طريق ابن المقرئ عنه، بخلاف «المسند» الذي من طريق أبي عمر بن حمدان عنه، فإنه مختصر، وهو الذي إعتمده الهيثمي في «مجمع الزوائد»، مات أبو يعلى سنة 307هـ. وقد روى عنه ابن حبان في صحيحه (1174) حديثًا.
11. الحسن بن سفيان الشيباني النَّسَوي (سمع منه في نسا)، قال فيه الحاكم: كان الحسن بن سفيان محدث خراسان في عصره، مقدما في الثبت، والكثرة، والفهم، والفقه والأدب. وقال الحافظ أبو بكر أحمد بن علي الرازي: ليس للحسن في الدنيا نظير. وقد سمع أكثر «مسنده» من الإمام إسحاق بن راهويه قال ابن حبان: حضرت دفنه في شهر رمضان سنة ثلاث وثلاث مئة. وقد روى عنه ابن حبان في صحيحه (815) حديثًا، وقيل: (830) حديثًا.
12. أبو العباس محمد بن الحسن بن قتيبة اللخمي العسقلاني (سمع منه بالرملة)، كان مسند أهل فلسطين، ذا معرفة وصدق، متوفى قرابة سنة 310هـ، وعدة الأحاديث التي رواها ابن حبان عنه (464) حديثًا، وقيل: (472) حديثًا.
13. أبو خليفة الفضل بن الحباب الجمحي البصري، وصفه الذهبي فقال: ثقة صادقا مأمونا أديبا فصيحا مفوها، رحل إليه من الآفاق، وعاش مئة عام سوى أشهر، مات سنة 305 بالبصرة، وعدة الأحاديث التي رواها ابن حبان عنه (732) حديثًا.
14. أبو محمد عبد الله بن محمد الأزدي القرشي المطلبي النيسابوري، عرف بابن شيرويه، قال الحاكم: ابن شيرويه الفقيه أحد كبراء نيسابور، له مصنفات كثيرة تدل على عدالته واستقامته، روى عنه حفاظ بلدنا، واحتجوا به. متوفى سنة 305ه‍ـ، وعدة الأحاديث التي رواها ابن حبان عنه (463) حديثًا.
15. أبو حفص عمر بن بجير الهمداني البجيري السمرقندي، محدث ما وراء النهر، وصفه الذهبي بأنه من أوعية العلم، وقال أبو سعد الإدريسي: كان فاضلا خيرا ثبتا في الحديث، له الغاية في طلب الآثار والرحلة، متوفى سنة 311 هـ، وعدة الأحاديث التي رواها ابن حبان عنه (357) حديثًا.
16. أبو محمد عبد الله بن محمد بن سلم المقدسي الفريابي الأصل، وعدة الأحاديث التي رواها عنه (313) حديثًا.
17. أبو بكر بن خزيمة، وعدة الأحاديث التي رواها ابن حبان عنه (301) حديثًا.
18. أبو بكر عمر بن سعيد بن أحمد بن سعد بن سنان الطائي المنبجي، وعدة الأحاديث التي رواها ابن حبان عنه (281) حديثًا.
19. أبو إسحاق عمران بن موسى بن مجاشع الجرجاني السختياني (سمع منه بجرجان)، متوفى سنة 305ه‍ـ، وعدة الأحاديث التي رواها ابن حبان عنه (232) حديثًا.
20. شيخ الإسلام أبو العباس محمد بن إسحاق بن إبراهيم بن مهران السراج الثقفي مولاهم الخراساني النيسابوري (سمع منه بنيسابور)، محدث خراسان، صاحب «المسند الكبير» على الأبواب، والتأريخ وغير ذلك، متوفى سنة 313ه‍ـ بنيسابور، وعدة الأحاديث التي رواها عنه ابن حبان (173) حديثًا.
21. أبو عروبة الحسين بن محمد بن أبي معشر مودود السلمي الحراني الجزري، مفتي أهل حران، مصنف كتاب «الطبقات» وكتاب «تاريخ الجزيرة»، متوفى سنة 318ه‍ـ، وعدة الأحاديث التي رواها ابن حبان عنه (167) حديثًا.
22. الحسين بن إدريس بن مبارك، أبو علي الأنصاري الهروي، الحافظ، متوفى سنة 301ه‍ـ، وعدة الأحاديث التي رواها ابن حبان عنه (136) حديثًا.
23. أبو عبد الله محمد بن عبد الرحمن بن العباس السامي الهروي، متوفى سنة 301ه‍ـ أو 302ه‍ـ، وعدة الأحاديث التي رواها ابن حبان عنه (112) حديثًا.
24. أبو جعفر محمد بن أحمد بن أبي عون النسوي الرياني - بالتخفيف كما ضبطه الذهبي، وقيده ابن ماكولا بالتثقيل - متوفى سنة 313ه‍ـ، وعدة الأحاديث التي رواها ابن حبان عنه (99) حديثًا.
25. أبو علي الحسين بن عبد الله بن يزيد القطان الرقي (سمع منه بالرقة)، رحال مصنف توفي في حدود سنة 310 ه‍ـ، وعدة الأحاديث التي رواها ابن حبان عنه (90) حديثًا.
26. أبو الحسين محمد بن عبد الله بن جعفر بن عبد الله بن الجنيد الرازي، قال الذهبي: جمع وصنف وأرخ، وأفاد الرفاق، وأفنى عمره في الطلب. متوفى سنة 347ه‍ـ، وعدة الأحاديث التي رواها ابن حبان عنه (91) حديثًا.
27. عبدان عبد الله بن أحمد بن موسى بن زياد الجواليقي الأهوازي، نقل الحاكم أنه كان يحفظ مئة ألف حديث، متوفى سنة 306ه‍ـ، وعدة الأحاديث التي رواها ابن حبان عنه (73) حديثًا.
28. شيخ الإسلام أبو جعفر أحمد بن يحيى بن زهير التستري الزاهد، من صار يضرب به المثل في الحفظ، متوفى سنة 310ه‍ـ، وعدة الأحاديث التي رواها ابن حبان عنه (75) حديثًا.
29. أبو عبد الله أحمد بن الحسن بن عبد الجبار بن راشد البغدادي الصوفي الكبير، متوفى سنة 306هـ ببغداد، وعدة الأحاديث التي رواها ابن حبان عنه (70) حديثًا.
30. إسحاق بن إبراهيم بن إسماعيل البستي، عاش إلى نحو الثلاث مئة، وعدة الأحاديث التي رواها ابن حبان عنه (69) حديثًا.

وغيرهم. وجدير بالذكر هنا أن الإمام ابن حبان، صاحبَ تلك الرحلات الطويلة، قد ألَّفَ معجَمًا لشيوخِه على المدن، وسمَّاه «المعجم على المدن»، وهو من الكتب المفقودة. كما أنه ألَّفَ كتابًا في آداب الرحلة، وهو من الكتب المفقودة. والذين يتبيَّنُ من استعراض شيوخ ابن حبان أنَّه رحلَ عدَّةَ رحلات بين إسبيجاب والإسكندرية، وليست رحلةً واحدة.

## تلاميذه
وقد أخذَ عن الإمام ابن حبان أئمة كثيرون، منهم:
1. أبو عبد الله الحاكم النيسابوري، تابع شيخه ابن حبان في جمع الصحيح من الأخبار، فألف كتابه «المستدرك على الصحيحين»، وألف كتبا أخرى نفيسة.
2. ابن منده.
3. الدارقطني.
4. الخطابي.
5. غنجار البخاري.
6. أبو علي منصور بن عبد الله بن خالد بن أحمد الذهلي الخالدي الهروي.
7. أبو معاذ عبد الرحمن بن محمد بن رزق الله.
8. أبو الحسن محمد بن أحمد بن محمد بن هارون الزوزني.
9. أبو عمر محمد بن أحمد بن سليمان بن غيثة النوقاتي.

وغيرهم من الأئمة الأعلام.

## محنته
مفاد الحادثة أن ابن حبان أثناء إلقائه لأحد الدروس في نيسابور سئل عن النبوة فقال: «النبوة: العلم والعمل»، وكان يحضر مجلسه بعض الوعاظ فقام إليه واتهمه بالزندقة والقول بأن النبوة مكتسبة، وارتفعت الأصوات في المجلس وهاج الناس بين مؤيد للتهمة ونافٍ لها، وخاضوا في هذا الخبر على كل وجه، حتى كتب خصوم ابن حبان محضرًا بالواقعة وحكموا عليه فيه بالزندقة ومنعوا الناس من الجلوس إليه، وهُجر الرجل بشدة، وبالغوا في أذية ابن حبان وتمادوا في ذلك حتى كتبوا في أمر قتله وهدر دمه إلى الخليفة العباسي وقتها، فكتب بالتحري عن الأمر وقتله إن ثبتت عليه التهمة، وبعد أخذ ورد اتضحت براءة ابن حبان ولكنهم أجبروه على الخروج من نيسابور إلى سجستان. وهناك وجد أن الشائعات ما زالت تطارده والتهمة ما زالت تلاحقه. وتصدى له أحد الوعاظ هناك واسمه يحيى بن عمار وظل يؤلب عليه حتى خرج من سجستان وعاد إلى بلده «بست»، وظل بها حتى مات.
وفوق اتهامه بالبدعة والزندقة، ذكره بعضهم في الكذابين، مع أنه هو الذي قام بكشف أحوال الضعفاء والمجروحين، وبيّن شروط الثقات والمُعَدّلين، مثل أبو الفضل أحمد بن علي بن عمرو السليماني البيكندي البخاري، فمع أنه تلمذ لابن حبان، وأفاد منه، فقد ترجمه في شيوخه في باب الكذابين، ورد عليه الذهبي فقال: «رأيت للسليماني كتابا فيه حط على كبار، فلا يسمع منه ما شذ فيه». وليس من شأن ما هو شاذ أن يثبت أمام الحقائق الساطعة، فهي التي تمكث في الأرض، ويذهب الزبد جفاء، فقد ظل ابن حبان متألقاً في حياته، بل وبعد وفاته، حتى إن الناس كانوا يزورون قبره رغم أنف الحاسدين".

## عقيدته
أنكر ابن حبان الحد والجهة لله، وقد صرح بذلك في مقدمة كتابه «الثقات»، فثار عليه بعض طلاب العلم، وطُرد من سجستان، ويفتخر بطرده يحيى بن عمار، حيث سأله أبو إسماعيل الهروي: هل رأيت ابن حبان؟ فقال: وكيف لم أره؟ نحن أخرجناه من سجستان. فيقول: كان له علم كثير، ولم يكن له كبير دين، قدم علينا، فأنكر الحد لله، فأخرجناه من سجستان.

## مؤلفاته

صحيح ابن حبان.

كتاب الثقات.

اشتُهِرَ الإمام ابن حبان بكثرة التأليف في كثير من فروع الشريعة، فألَّف كتبًا كثيرة في الحديث، والفقه، والبلدان، وغيرها.
ومن أهم وأشهر كتبه:
- صحيح ابن حبان (المسند الصحيح على التقاسيم والأنواع).
- كتاب الثقات.
- المجروحين.
- مشاهير علماء الأمصار.
- روضة العقلاء ونزهة الفضلاء.
- السيرة النبوية وأخبار الخلفاء. وليس هو بكتاب مفرد بل أفرد بالطبع من كتاب الثقات.[12]
- تاريخ الصحابة الذين روي عنهم الأخبار.

وقد فُقِدت أكثرُ كتبه، ولم يصلنا منها سوى النذر اليسير، وذلك لأنه قد أوقف كتبه كلها لطلبة العلم في داره، فلما انتشرت الفتن والاضطرابات وضعف أمر الخلافة والسلطان، استولى المفسدون على داره وضاعت كتبه العلمية.
قال الذهبي في سير أعلام النبلاء: «قال الخطيب: ذكر مسعود بن ناصر السجزي تصانيف ابن حبان، فقال: "تاريخ الثقات"، "علل أوهام المؤرخين" مجلد، "علل مناقب الزهري" عشرون جزءا، "علل حديث مالك" عشرة أجزاء، "علل ما أسند أبو حنيفة" عشرة أجزاء، "ما خالف فيه سفيان شعبة" ثلاثة أجزاء، "ما خالف فيه شعبة سفيان" جزءان، "ما انفرد به أهل المدينة من السنن" مجلد، "ما انفرد به المكيون" مجيليد، "ما انفرد به أهل العراق" مجلد، "ما انفرد به أهل خراسان" مجيليد، "ما انفرد به ابن عروبة عن قتادة، أو شعبة عن قتادة" مجيليد، "غرائب الأخبار" مجلد، "غرائب الكوفيين" عشرة أجزاء، "غرائب أهل البصرة" ثمانية أجزاء، "الكنى" مجيليد، "الفصل والوصل" مجلد، "الفصل بين حديث أشعث بن عبد الملك، وأشعث بن سوار" جزءان، كتاب "موقوف ما رفع" عشرة أجزاء، "مناقب مالك"، "مناقب الشافعي"، كتاب "المعجم على المدن" عشرة أجزاء، "الأبواب المتفرقة" ثلاثة مجلدات، "أنواع العلوم وأوصافها" ثلاثة مجلدات، "الهداية إلى علم السنن" مجلد، "قبول الأخبار"، وأشياء. قال مسعود بن ناصر: وهذه التواليف إنما يوجد منها النزر اليسير، وكان قد وقف كتبه في دار، فكان السبب في ذهابها مع تطاول الزمان ضعف أمر السلطان، واستيلاء المفسدين.»
وللدكتور محمد أبو صعيليك كتاب "زوائد ابن حِبَّان: دراسة ونقد" وهو رسالته للماجستير.

### تحصيله العلمي
قال ياقوت الحموي: «ومن تأمل تصانيفه تأمل مُنصف، علم أن الرجل كان بحراً في العلوم» ويقول أيضاً: «أخرج من علوم الحديث ما عجز عنه غيره». وقد عكست مُصنفاته عقليته المُبدعة، وثقافته الواسعة، فلم تكن ليُستغنى عنها بغيرها، بل صارت كما قال ياقوت الحموي: «عدّةٌ لأصحاب الحديث». وفي الفقه تَعِب عليه حتى صار من كبار فقهاء الشافعية، وأهَّلَهُ تمكُّنُه فيه أن يكون قاضياً، إذ لا يلي القضاء آنذاك إلا مُضطلع في الفقه، متمكّن من نواحيه، عارف بدقائق مسائله، فولي القضاء مدة طويلة في أكثر من بلدة، منها نسا وسمرقند، وغيرهما، ولعل هذا ما أثار حفيظة فقهاء الحنفية الذين كانوا يعدُّون وظيفة القضاء وقْفاً عليهم.
وبرع أيضاً في علم اللغة العربية، حتى عرف أسرارها، وحقيقتها ومجازها، وتمثيلها واستعاراتها، مما مَكّنه أن يستنبط الأحكام الشرعية من نصوص القرآن والسنة، وكثيراً ما كان يُمَهِّد لاستنباطه بذكر القاعدة اللغوية المُتعارف عليها عند العرب، كقوله: "العرب تذكر الشيء في لُغتها بعددٍ معلوم ولا تُريد بذكرها ذلك العدد نفياً عما وراءه وقوله: «العرب في لغتها تطلق اسم البداءة على النهاية، واسم النهاية على البداءة»، وغير ذلك مما نثره وبَسَطه في كتبه، مما يكشِف عن مدى تعمُّقه في فهم اللغة العربية، وإداركه لمقاصد ألفاظها، وأسرار تراكيبها.
ونَضج في علم الكلام حتى تأثرت به عقليته، وتلوَّن به فكره، فيذهب إلى تقسيم الشيء إلى كلي وجزئي، وتفريق الشيئين المتضادين والمتهاترين -على حد تعبيره-، إلى غير ذلك مما هو واضح في تعليقاته وتفسيراته واستنتاجاته في كتابه الصحيح، وما طريقة ترتيب كتابه هذا حسب التقاسيم والأنواع إلا ثمرة من ثمار تأثره بعلم الكلام، وقد ذكر ذلك الإمام جلال الدين السيوطي في «تدريب الراوي»، وما محنته التي تعرض إليها إلا نتيجة لاستيلاء مصطلحات هذا الفن على ألفاظه وعباراته، مما يُشير إلى أن نسيج فكره قد شُد من خيوط هذا الفن، ولم يكن علمه به مجرد إلمام واطلاع. بالإضافة إلى هذا فقد حصّل علم الطب والفلك، ويظهر أنه بلغ فيهما رتبة أمكن معها القول فيه: «كان عالماً بالطب والنجوم». وهذه الفنون والعلوم الكثيرة التي تمكّن منها الإمام ابن حبان جعلت الحافظ ابن حجر يقول عنه: «كان صاحب فنون، وذكاء مفرط، وحفظ واسع إلى الغاية، رحمه الله».

## ثناء العلماء عليه
مما لا شك فيه أن الحافظ ابن حبان يتبوأ مكانة مرموقة بين المحدثين، وأهل التأريخ؛ بحيث إنه كان ممن يشد إليه الرحال لسماع كتبه وأسانيده، وقد اعترف له معاصروه ومن جاء بعده بالعلم والفضل والتقدم:
- قال أبو سعد عبد الرحمن بن أحمد الإدريسي: «أبو حاتم البستي كان من فقهاء الناس، وحفّاظ الآثار، المشهورين في الأمصار والأقطار، عالما بالطب والنجوم وفنون العلوم، ألّف المسند الصحيح، والتاريخ، والضعفاء، والكتب المشهورة في كل فنّ، وفقّه النّاس بسمرقند، ثم تحوّل إلى بست».
- وقال عبد الله بن محمد الأستراباذي: «وكان ابن حبان من فقهاء الدين، وحفّاظ الآثار، عالما بالطب والنجوم، وفنون العلم».
- وقال الذهبي في سير أعلام النبلاء: «الإمام العلامة الحافظ المجود شيخ خراسان... صاحب الكتب المشهورة... قال ابن حبان في أثناء كتاب» الأنواع«: لعلنا قد كتبنا عن أكثر من ألفي شيخ. قلت: كذا فلتكن الهمم، هذا مع ما كان عليه من الفقه، والعربية، والفضائل الباهرة، وكثرة التصانيف. وقال في» صحيحه«: شرطنا في نقله ما أودعناه في كتابنا ألا نحتج إلا بأن يكون في كل شيخ فيه خمسة أشياء: العدالة في الدين بالستر الجميل. الثاني: الصدق في الحديث بالشهرة فيه. الثالث: العقل بما يحدث من الحديث. الرابع: العلم بما يحيل المعنى من معاني ما روى. الخامس: تعري خبره من التدليس. فمن جمع الخصال الخمس احتججنا به».[13]

وقال في ميزان الاعتدال: «صاحب الأنواع ومؤلف كتابي الجرح والتعديل وغير ذلك كان من أئمة زمانه، وطلب العلم على رأس الثلاثمائة، وأدرك أبا خليفة، وأبا عبد الرحمن النسائي، وكتب بالشام والحجاز ومصر والعراق والجزيرة وخراسان، وولى قضاء سمرقند مدة، وكان عارفا بالطب والنجوم، والكلام والفقه، رأسا في معرفة الحديث».
- وقال ياقوت الحموي في معجم البلدان: «كان ابن حبان مكثرا من الحديث والرّحلة والشيوخ، عالما بالمتون والأسانيد، أخرج من علوم الحديث ما عجز عنه غيره، ومن تأمّل تصانيفه تأمّل منصف، علم أن الرجل كان بحرا في العلوم».
- وقال الحافظ شيخ الإسلام ابن حجر العسقلاني: «كان من أئمة زمان، وطلب الحديث على رأس سنة ثلاث مئة»، وقال أيضا: «وكان عارفا بالطب والنجوم والكلام والفقه، رأسا في معرفة الحديث، ووصفه بأنه صاحب فنون، وذكاء مفرط، وحفظ واسع إلى الغاية».
- وقال الحاكم، تلميذه، صاحب المستدرك: «أبو حاتم البستي القاضي، كان من أوعية العلم في اللغة والفقه والحديث والوعظ، ومن عقلاء الرجال. صنّف فخرج له من التصنيف في الحديث ما لم يسبق إليه».
- وقال جمال الدين الإسنوي: «كان من أوعية العلم لغة وحديثا، وفقها ووعظا، ومن عقلاء الرجال».
- وقال صلاح الدين الصفدي: «كان من فقهاء الدين، وحفاظ الآثار، عالما بالطب والنجوم، وفنون العلم».
- وقال ابن العماد الحنبلي: «العالم الحبر، والعلّامة البحر، كان حافظا ثبتا، إماما حجة، أحد أوعية العلم في الحديث والفقه واللغة والوعظ وغير ذلك حتى الطب والنجوم والكلام».
- وقال ابن الأثير: «إمام عصره، له تصانيف لم يسبق إليها».
- وقال ابن كثير: «أحد الحفاظ الكبار المصنفين المجتهدين».
- وقال الخطيب البغدادي: «وكان ابن حبان ثقة نبيلا فاضلا».

| ابن حبان | الحافظ الجليل الإمام صاحب التصانيف: (الأنواع والتقاسيم)، و(الجرح والتعديل)، و(الثقات)، وغير ذلك. سمع الحسين بن إدريس الهروي، وأبا خليفة، والنسائي، وعمران بن موسى، وأبا يعلى، والحسن بن سفيان، وابن خزيمة، والسراج، وخلائق لا يحصون كثرة بخراسان، والعراق، والحجاز، والشام، ومصر، والجزيرة، وغيرها من الأقاليم. قال في كتابه (التقاسيم والأنواع): لعلنا كتبنا عن ألف شيخ، ما بين الشاش والإسكندرية. روى عنه:الحاكم، ومنصور بن عبد الله الخالدي، وأبو معاذ عبد الرحمن بن محمد بن رزق السختياني، وأبو الحسن محمد بن أحمد بن هارون الزوزني، ومحمد بن أحمد بن منصور النوقاني، وغيرهم. قال أبو سعد الإدريسي: كان على قضاء سمرقند زمانا، وكان من فقهاء الدين، وحفاظ الاثار، عالما بالطب، والنجوم، وفنون العلم، ألف (المسند الصحيح) و(التاريخ)، و(الضعفاء)، وفقه الناس بسمرقند. وقال الحاكم: كان من أوعية العلم في الفقه، واللغة، والحديث، والوعظ، ومن عقلاء الرجال. ثم ذكر أنه قدم نيسابور مرتين، ثم ولي قضاء نسا، ثم قدم نيسابور ثالثة، وبنى فيها خانكاه، وقرئت عليه جملة من مصنفاته، ثم عاد إلى وطنه سمرقند، وكانت الرحلة إليه لسماع مصنفاته. وقال الخطيب: كان ثقة، نبيلا، فهما. وقال ابن السمعاني: كان أبو حاتم إمام عصره، رحل فيما بين الشاش والإسكندرية. توفي ليلة الجمعة لثمان بقين من شوال سنة أربع وخمسين وثلاث مائة. | ابن حبان |

## تقديره لأهل البيت
ذكر ابن حبان في كتابة الثقات في ترجمة علي بن موسى الرضا:
«..ما حلت بي شدة في وقت مقامي بطوس فزرت قبر علي بن موسى الرضا صلوات الله على جده وعليه ودعوت الله إزالتها عنى إلا أستجيب لي وزالت عنى تلك الشدة وهذا شئ جربته مراراً فوجدته كذلك أماتنا الله على محبة المصطفى وأهل بيته صلى الله عليه وسلم الله عليه وعليهم أجمعين..»

## وفاته
توفي بسجستان بمدينة بست ليلة الجمعة في شوال سنة 354هـ وهو في عشر الثمانين.